# 具柄冷水花
具柄冷水花（学名：Pilea khasiana）为荨麻科冷水花属下的一个种。

## 扩展阅读
- 維基物種上的相關：具柄冷水花